# Gino Rea
Gino Rea (Londres, 18 de septiembre de 1989) es un piloto británico de motociclismo, que compitió en el Campeonato del Mundo de Motociclismo y en el Campeonato Mundial de Supersport.

## Carrera
Debuta en el Campeonato europeo Superstock 600 de 2007, al mando de una Suzuki GSX-R 600, terminando la temporada en la posición 12.º de la general con 41 puntos. En 2008, pasa a pilotar la Yamaha YZF-R6 y termina tercero en la general con 132 puntos. En su tercer año en esta competición, conseguiría el título encima de una Honda CBR600RR del equipo Ten Kate Honda Racing.
En 2010 da el salto al Campeonato Mundial de Supersport, con una Honda CBR600RR del equipo Intermoto Czech. Su mejor resultado es un podio en el Silverstone y termina noveno con 83 puntos. En la temporada siguiente cambia al Step Racing, donde obtiene un tercer puesto en Donington y un trunfo en Brno.
En 2012 debuta en la categoría de Moto2 del Mundial en el equipo Gresini Racing, corriendo inicialmente con una Moriwaki MD600 para después pasar en el GP de Francia a una Suter MMX. En esta temporada consigue su único podio en el Mundial, un segundo puesto en el Malasia. Al año siguiente, sin contrato al inicio del campeonato, decide correr en Moto2 de todos modos con una wildcard con una FTR M213 gracias a un equipo creado por su padre y llamado Gino Rea Race y con el que corre en seis Grandes Premios. Ese mismo año fue contratado por el equipo Argiñano & Gines Racing para reemplazar a Alberto Moncayo en el Speed Up SF13 a partir del Gran Premio de Malasia. Sumó 4 puntos con dos decimocuarto lugares (Australia y Japón). Su último año en el Mundial correría con el equipo AGT REA Racing a bordo de una Suter MMX2 con la que termina la temporada en la posición 27.º
En 2015 vuelve al Mundial de Supersport con una Honda CBR600RR del equipo CIA Landlords Insurance Honda. Su mejor resultado es un tercer puesto en la carrera inaugural de Philip Island. Acabaría la temporada en el sexto puesto de la general con 97 puntos. La siguiente temporada corre ya como piloto titular con una MV Agusta F3 675 del GRT Racing. Se tiene que perder las últimas dos carreras del campeonato  por una caída en el Jerez y es sustituido por Lorenzo Zanetti.
En 2017, ficha por el equipo Kawasaki Go Eleven y con una Kawasaki ZX-6R y con el que cierra la temporada en el decimoséptima posición. Finaliza su carrera en el Campeonato Británico de Superbikes

## Resultados

### Campeonato Europeo de Superstock 600

#### Carreras por año
| Year | Bike   | 1      | 2     | 3      | 4      | 5     | 6      | 7      | 8      | 9      | 10      | 11     | 12     | Pos. | Pts. |
| ---- | ------ | ------ | ----- | ------ | ------ | ----- | ------ | ------ | ------ | ------ | ------- | ------ | ------ | ---- | ---- |
| 2007 | Suzuki | EUR 10 | ESP 3 | NED 23 | ITA 14 | GBR C | SMR 15 | CZE 11 | GBR 11 | GBR 13 | GER Ret | ITA 24 | FRA 13 | 41   | 12.º |
| 2008 | Yamaha | ESP 9  | NED 9 | ITA 8  | GER 3  | SMR 9 | CZE 3  | GBR 2  | EUR 3  | FRA 6  | POR 1   |        |        | 132  | 3.º  |
| 2009 | Honda  | SPA 3  | NED 1 | ITA 7  | SMR 8  | GBR 2 | CZE 6  | GER 6  | ITA 2  | FRA 2  | POR 3   |        |        | 154  | 1.º  |

### Campeonato Mundial de Supersport

#### Carreras por año
(Carreras en negrita indica pole position, carreras en cursiva indica vuelta rápida)
| Año  | Moto      | 1       | 2       | 3       | 4       | 5       | 6      | 7     | 8       | 9       | 10      | 11      | 12      | 13      | Pos. | Pts. |
| ---- | --------- | ------- | ------- | ------- | ------- | ------- | ------ | ----- | ------- | ------- | ------- | ------- | ------- | ------- | ---- | ---- |
| 2010 | Honda     | AUS 10  | POR 8   | SPA 6   | NED 7   | ITA 9   | RSA 9  | USA 9 | SMR Ret | CZE 4   | GBR 3   | GER DSQ | ITA Ret | FRA Ret | 83   | 9.º  |
| 2011 | Honda     | AUS Ret | EUR 3   | NED 16  | ITA Ret | SMR 10  | SPA 6  | CZE 1 | GBR 11  | GER Ret | ITA 11  | FRA 22  | POR 14  |         | 69   | 11.º |
| 2015 | Honda     | AUS 3   | THA 10  | SPA 4   | NED 14  | ITA 7   | GBR 8  | POR 4 | ITA 4   | MAL 8   | SPA Ret | FRA 7   | QAT Ret |         | 97   | 6.º  |
| 2016 | MV Agusta | AUS 7   | THA 9   | SPA Ret | NED 2   | ITA Ret | MAL 3  | GBR 4 | ITA 3   | GER Ret | FRA Ret | SPA WD  | QAT     |         | 81   | 7.º  |
| 2017 | Kawasaki  | AUS Ret | THA DSQ | SPA Ret | NED 17  | ITA 15  | GBR 12 | ITA 6 | GER Ret | POR 14  | FRA Ret | SPA 9   | QAT 9   |         | 31   | 17.º |

### Campeonato del Mundo de Motociclismo

#### Carreras por año
(Carreras en negrita indica pole position, carreras en cursiva indica vuelta rápida)
| Año  | Cat.  | Moto     | 1       | 2      | 3      | 4       | 5       | 6      | 7      | 8      | 9      | 10      | 11      | 12      | 13     | 14     | 15     | 16     | 17      | 18     | Pos. | Pts. |
| ---- | ----- | -------- | ------- | ------ | ------ | ------- | ------- | ------ | ------ | ------ | ------ | ------- | ------- | ------- | ------ | ------ | ------ | ------ | ------- | ------ | ---- | ---- |
| 2012 | Moto2 | Moriwaki | QAT 26  | ESP 15 | POR 28 |         |         |        |        |        |        |         |         |         |        |        |        |        |         |        | 25   | 20.º |
| 2012 | Moto2 | Suter    |         |        |        | FRA Ret | CAT Ret | GBR 24 | NED 21 | GER 17 | ITA 19 | IND 19  | CZE 23  | RSM Ret | ARA 21 | JPN 24 | MAL 2  | AUS 20 | VAL 12  |        | 25   | 20.º |
| 2013 | Moto2 | FTR      | QAT -   | AME -  | ESP -  | FRA NC  | ITA -   | CAT -  | NED 24 | GER 23 | IND -  | CZE Ret | GBR Ret | RSM 21  | ARA 17 |        |        |        | VAL 19  |        | 4    | 26.º |
| 2013 | Moto2 | Speed Up |         |        |        |         |         |        |        |        |        |         |         |         |        | MAL 17 | AUS 14 | JPN 14 |         |        | 4    | 26.º |
| 2014 | Moto2 | Suter    | QAT Ret | AME 25 | ARG 30 | ESP 26  | FRA 19  | ITA 21 | CAT 22 | NED 11 | GER 25 | IND 25  | CZE 26  | GBR 20  | RSM 22 | ARA 17 | JPN 14 | AUS 21 | MAL Ret | VAL 24 | 7    | 27.º |